# 王亚南
王亚南（1901年10月—1969年11月13日），湖北省黄冈县（今团风县）人，马克思主义经济学家。

## 生平
父母早逝，在兄长支持下在黄州读完小学。考入武昌第一中学。

### 求學
1923年考入私立武昌中华大学（华中师范大学前身之一）教育系。同时兼任中学英语教员以维持生活。受武汉中小学教员党政练训处负责人董必武影响。
1927年在长沙参加北伐军。在军中任政治教员。中国国民党清党后，他从武昌东下上海、又辗转来到杭州因生活所迫寄居在大佛寺，结识了上海大夏大学哲学系毕业后同样流寓大佛寺的郭大力。两人决定一起从事《资本论》的翻译工作，制定严密计划，先用8年时间翻译马克思之前的6部经济学和经济史名著，包括亚当·斯密的《国富论》、李嘉图的《政治经济学及赋税原理》，为全译《资本论》打开通道。
1929年东渡日本。在东京研究马克思主义经济学，从事写作并开始翻译资产阶级古典经济学，为翻译《资本论》奠定基础。1931年“九一八事变”后回国。在上海以翻译和教书为业，并从事进步文化活动。后兼任暨南大学教授。在此期间与郭大力合译的李嘉图《经济学及赋税之原理》（1932年）、亚当·斯密的名著《国富论》、马尔萨斯的《人口论》、约翰·穆勒的《经济学原理》等经济学著作，自己著述《经济学史》、《世界政治经济概论》等也陆续问世，在学术界开始崭露头角。从中国经济史入手，探索旧中国的社会经济问题，完整系统地提出“地主经济论”，认为中国的封建制度分为领主经济和地主经济两大阶段，而以地主经济形态和半封建生产方式作为一个整体，从经济结构、政治体制和文化思想等几个方面，进行全面系统的、宏观和微观相结合的研究，来解释中国社会经济史长期争论的“停滞发展”问题。主张“西周封建说”。
1933年，十九路军福建事变。1933年11月，中華共和國人民革命政府成立，函邀他往福州出任福建人民政府的文教委员和《人民日报》社社长。入闽参与其事，不久事败被通缉而经香港乘船逃亡欧洲。在德、英等国住了一年多，深入考察西欧资本主义制度，广泛搜集马克思、恩格斯的著作与事迹，并继续进行经济学的写作和翻译。

### 中文版《资本论》翻译者
1935年冬经日本回到上海，与郭大力正式开始合译的《资本论》。读书生活出版社的负责人找到王亚南，向他说明翻译《资本论》的迫切性，并希望尽快译出，早日付印，并且预支了部分费用。1938年中文版三卷正式由上海读书生活出版社出版。
1938年，到武汉任国民政府军事委员会政治部设计委员会委员，接受周恩来的指导。1940年9月，到在粵北山區辦學的国立中山大学任经济学教授兼经济系主任。1943年，英国著名学者李约瑟访华，与王亚南深入探讨中国封建官僚政治问题。1944年，转任福建研究院社会科学研究所所长。同年应邀兼任当时内迁至长汀的厦门大学经济系客座教授，讲授《高级经济学》、《中国土地问题》等专题。1945年秋，任厦门大学法学院院长兼经济学系主任。1948年，《中国官僚政治研究》出版。1949年1月赴香港，5月赴北京，任职于清华大学。

### 《中国经济原论》的研究方法
王亚南在1946年初版刊行的《中国经济原论》是他毕生最著名的学术专著，有“中国的资本论”的美誉。他在1943年完成的〈中国的商品与商品价值形态〉是《中国经济原论》的理论开端。据邱士杰的研究，王亚南认为商品虽由生产物转化而来，但在不同历史阶段与生产方式下可呈现不同形态。在中国这样尚未全面资本主义化的社会中，前资本主义的小商品与资本主义商品形态可以并存，判定哪一种为“标本商品”成为理解中国社会性质的关键。王亚南主张，商品价值的发展程度与其表现形态，决定了社会的本质与其他经济范畴的特性，因此对商品形态的分析是理解中国整体经济的「锁钥」。他结合恩格斯与马克思对商品类型与流通混杂性的思考，提出以「在比较中发现差异」为基础的方法，并试图将中国流通中被动商品化的简单商品（即小商品生产）视为中国经济的代表性形态。这反映他在实践「从抽象上升到具体」的理论方法。《原论》正文共分七章，从商品、货币、资本到恐慌，描绘了中国小商品生产、商业资本对工业与农业的支配关系，以及资本各形态间的相互制约与转化。他指出，过度的货币发行使商业资本异常活跃，经济活动从生产退化为流通与分配，最终导致地方交易实物化与慢性经济恐慌。他将这一套恶性循环归结为三种“原始性资本”互动下的破坏性经济法则。

### 建國後
1950年6月任厦门大学校长。是第一、第二、第三届全国人大代表，中国科学院哲学社会科学部学部委员兼常委、福建省政协副主席、福建省教育工会主席、福建省哲学社会科学联合会主席。1957年5月23日在厦大参加中国共产党。文革开始后，受到残酷迫害，1969年11月13日在上海华东医院病逝。1978年平反。